# Jeremy Piven
Jeremy Samuel Piven (New York, 1965. július 26. –) Golden Globe- és többszörös Primetime Emmy-díjas amerikai színész, humorista és filmproducer.
Legismertebb és kritikailag legsikeresebb alakítása Ari Gold a Törtetők (2004–2011) című vígjátéksorozatban. A szereppel egy Golden Globe-díjat és három egymást követő évben Primetime Emmy-díjakat nyert.
További fontosabb televíziós szereplései voltak az Ellen (1995–1998) és a Mr Selfridge (2013–2016) című sorozatokban. Filmjei közt található a Mondhatsz bármit (1989), az Otthon, véres otthon (1997), a Szerelem a végzeten (2001), a Füstölgő ászok (2006), a Kémkölykök 4D: A világ minden ideje (2011), a Totál beépülve (2012) és a Törtetők (2015).

## Filmográfia

### Film
| Év   | Magyar cím                              | Eredeti cím                                   | Szerep                         | Magyar hang            |
| ---- | --------------------------------------- | --------------------------------------------- | ------------------------------ | ---------------------- |
| 1986 | Lucas és a szerelem                     | Lucas                                         | Spike                          |                        |
| 1986 | Egy őrült nyár                          | One Crazy Summer                              | Ty                             |                        |
| 1989 | Mondhatsz akármit                       | Say Anything...                               | Mark                           |                        |
| 1990 | Svindlerek                              | The Grifters                                  | újonc matróz                   |                        |
| 1990 | A gyönyör rabjai                        | White Palace                                  | Kahn                           |                        |
| 1991 |                                         | Body Chemistry II: The Voice of a Stranger    | járőr                          |                        |
| 1992 | A játékos                               | The Player                                    | Steve Reeves                   | Izsóf Vilmos           |
| 1992 | Jégforró és tűzhideg                    | Twogether                                     | Arnie                          |                        |
| 1992 | Bob Roberts                             | Bob Roberts                                   | Candle Seller                  |                        |
| 1992 | Facérok                                 | Singles                                       | Doug Hughley                   | Dimulász Miklós        |
| 1992 | Ha kikaparod, megkapod                  | There Goes the Neighborhood                   | Albert Lodge                   | Józsa Imre             |
| 1993 | A húszdolláros (Húszdolláros komédia)   | Twenty Bucks                                  | ideges Quick-Mart eladó        | Juhász György          |
| 1993 | Az ítélet éjszakája                     | Judgment Night                                | Ray Cochran                    | Rajkai Zoltán          |
| 1994 | 54-es, jelentkezz!                      | Car 54, Where Are You?                        | Herbert Hortz                  |                        |
| 1994 |                                         | Floundering                                   | Guy                            |                        |
| 1994 | Vakvilág egyetem                        | film                                          | James "Droz" Andrews           | Rajkai Zoltán          |
| 1995 | Miami rapszódia                         | Miami Rhapsody                                | Mitchell                       | Sinkovits-Vitay András |
| 1995 | Dr. Jekyll Junior                       | Dr. Jekyll and Ms. Hyde                       | Peter Walston                  | Józsa Imre             |
| 1995 | Szemtől szemben                         | Heat                                          | Dr. Bob                        |                        |
| 1996 |                                         | Livers Ain't Cheap                            | John                           |                        |
| 1996 |                                         | E=mc2                                         | Paul Higgins professzor        |                        |
| 1996 | Hatalmas aranyos                        | Larger Than Life                              | Walter                         | Haás Vander Péter      |
| 1996 |                                         | Layin' Low                                    | Jerry Muckler                  |                        |
| 1997 | Hollywoodi forgatókönyv (Sztárra bukva) | Just Write                                    | Harold McMurphy                |                        |
| 1997 | Otthon, véres otthon                    | Grosse Pointe Blank                           | Paul Spericki                  | Háda János             |
| 1997 | A gyűjtő                                | Kiss the Girls                                | Henry Castillo nyomozó         | Háda János             |
| 1998 | Született szerelmesek                   | Music from Another Room                       | Billy Swan                     | Holl Nándor            |
| 1998 | Zsaruszerencse                          | Phoenix                                       | Fred Shuster                   | Forgács Péter          |
| 1998 | Ronda ügy                               | Very Bad Things                               | Michael Berkow                 | Kálloy Molnár Péter    |
| 2000 | Kereszttaták                            | The Crew                                      | Steve Menteer nyomozó          | Dózsa Zoltán           |
| 2000 | Segítség, apa lettem!                   |                                               | Arnie                          | Selmeczi Roland        |
| 2001 | Csúcsformában 2.                        | Rush Hour 2                                   | Versace eladó                  | Fekete Zoltán          |
| 2001 | Szerelem a végzeten                     | Serendipity                                   | Dean Kansky                    | Galambos Péter         |
| 2001 | A Sólyom végveszélyben                  | Black Hawk Down                               | Clifton "Elvis" Wolcott        | Bede-Fazekas Szabolcs  |
| 2002 |                                         | Highway                                       | Scawldy                        |                        |
| 2003 | Sulihuligánok                           | Old School                                    | Dean Gordon "Cheese" Pritchard | Fekete Ernő            |
| 2003 | Az ítélet eladó                         | Runaway Jury                                  | Lawrence Green                 | Kardos Róbert          |
| 2003 | Horrorra akadva 3.                      | Scary Movie 3                                 | Ross Giggins                   | Kálloy Molnár Péter    |
| 2004 | Szabadság, szerelem                     | Chasing Liberty                               | Alan Weiss                     | Epres Attila           |
| 2005 | Pénz beszél                             | Two for the Money                             | Jerry                          | Kossuth Gábor          |
| 2005 | Scooby-Doo és a múmia átka              | Scooby-Doo! in Where's My Mummy?              | Rock Rivers (hangja)           | Juhász Zoltán          |
| 2006 | Verdák                                  | Cars                                          | Harv (hangja)                  | Szabó Sipos Barnabás   |
| 2006 | Bármicvó                                | Keeping Up with the Steins                    | Adam Fiedler                   |                        |
| 2006 | Füstölgő ászok                          | Smokin' Aces                                  | Buddy "Aces" Israel            | Stohl András           |
| 2007 | A királyság                             | The Kingdom                                   | Damon Schmidt                  | Rába Roland            |
| 2008 | Spíler                                  | RocknRolla                                    | Roman                          | Kocsis Gergely         |
| 2009 | A verda horda – Adj el, vagy hullj el!  | The Goods: Live Hard, Sell Hard               | Don Ready                      | Csőre Gábor            |
| 2011 |                                         | I Melt with You                               | Ron                            |                        |
| 2011 | Kémkölykök 4D: A világ minden ideje     | Spy Kids: All the Time in the World           | TikTak / Danger D'Amo          | Kardos Róbert          |
| 2012 | Kalózok! – A kétballábas banda          | The Pirates! In an Adventure with Scientists! | Büszke Bellamy (hangja)        | Király Attila          |
| 2012 | Totál beépülve                          | So Undercover                                 | Armon                          | Király Attila          |
| 2012 | Üdv a világomban!                       | Welcome to Me                                 | egyéb hangok                   |                        |
| 2014 | A holnap határa                         | Edge of Tomorrow                              | Walter Marx ezredes            |                        |
| 2014 | Sin City: Ölni tudnál érte              | Sin City: A Dame to Kill For                  | Bob                            | Rába Roland            |
| 2015 | Törtetők                                | Entourage                                     | Ari Gold                       | Hajdu Steve            |
| 2020 |                                         | Close Encounters of the Fifth Kind            | narrátor                       |                        |
| 2020 | Karácsonyi randi apunak                 | My Dad's Christmas Date                       | David                          | Holl Nándor            |
| 2021 |                                         | Last Call                                     | Seamus 'Mick' McDougal         |                        |
| 2021 |                                         | American Night                                | Vincent                        |                        |
| 2021 |                                         | Ghost Killers                                 | Greg                           |                        |
| 2022 |                                         | The Walk                                      | Johnny Bunkley                 |                        |
| 2022 |                                         | The System                                    | Warden Lucas                   |                        |
| 2023 |                                         | Sweetwater                                    | Joe Lapchick                   |                        |

### Televízió
| Év        | Magyar cím                        | Eredeti cím                         | Szerep                           | Megjegyzések                                            |
| --------- | --------------------------------- | ----------------------------------- | -------------------------------- | ------------------------------------------------------- |
| 1990      |                                   | Carol & Company                     | Robert Panda / vízvezetékszerelő | 2 epizód                                                |
| 1991–1998 | Fecsegő tipegők                   | Rugrats                             | több szereplő hangja             | 4 epizód                                                |
| 1992–1998 |                                   | The Larry Sanders Show              | Jerry Capen                      | 26 epizód                                               |
| 1993      | Seinfeld                          | Seinfeld                            | Michael Barth                    | 1 epizód                                                |
| 1993      | 12:01 – A kizökkent idő           | 12:01                               | Howard Richter                   | - tévéfilm - magyar hangja: - Holl Nándor               |
| 1995      | Chicago Hope kórház               | Chicago Hope                        | Godfrey Nabbott                  | 2 epizód                                                |
| 1995      |                                   | Pride & Joy                         | Nathan Green                     | 6 epizód                                                |
| 1995–1998 | Ellen                             | Ellen                               | Spence Kovak                     | főszereplő (72 epizód)                                  |
| 1997      |                                   | The Drew Carey Show                 | Spence Kovak                     | 1 epizód                                                |
| 1997      |                                   | Grace Under Fire                    | Spence Kovak                     | 1 epizód                                                |
| 1997      |                                   | Coach                               | Spence Kovak                     | 1 epizód                                                |
| 1997      |                                   | Duckman                             | Victor DeMann                    | 1 epizód                                                |
| 1997      |                                   | Don King: Only in America           | Hank Schwartz                    | tévéfilm                                                |
| 1998–1999 | Ámor nyila                        | Cupid                               | Trevor Hale/Amor                 | főszereplő (15 epizód)                                  |
| 2000      | Will és Grace                     | Will & Grace                        | Nicholas                         | 1 epizód                                                |
| 2000      |                                   | Buzz Lightyear of Star Command      | Brain Pod #57 (hangja)           | 1 epizód                                                |
| 2002      |                                   | The Twilight Zone                   | Tyler Ward                       | 1 epizód                                                |
| 2003      | Pókember                          | Spider-Man: The New Animated Series | Roland Gaines (hangja)           | 2 epizód                                                |
| 2004–2005 | Az igazság ligája: Határok nélkül | Justice League Unlimited            | Elongated Man (hangja)           | 3 epizód                                                |
| 2004–2011 | Törtetők                          | Entourage                           | Ari Gold                         | - főszereplő (96 epizód) - magyar hangja: - Hajdu Steve |
| 2007      | Saturday Night Live               | Saturday Night Live                 | önmaga (házigazda)               | 1 epizód                                                |
| 2009      | WWE RAW                           | WWE Raw                             | önmaga (házigazda)               | 1 epizód                                                |
| 2013–2016 | Mr. Selfridge                     | Mr Selfridge                        | Harry Selfridge                  | - főszereplő (40 epizód) - magyar hangja: - Fekete Ernő |
| 2017–2018 |                                   | Wisdom of the Crowd                 | Jeffrey Tanner                   | főszereplő (13 epizód)                                  |

## Díjak és jelölések
| Év   | Jelölt mű           | Díj                     | Kategória                                                         | Eredmény |
| ---- | ------------------- | ----------------------- | ----------------------------------------------------------------- | -------- |
| 2002 | Szerelem a végzeten | Szaturnusz-díj          | Legjobb férfi mellékszereplő                                      | Jelölve  |
| 2005 | Törtetők            | Primetime Emmy-díj      | Legjobb férfi mellékszereplő (vígjátéksorozat)                    | Jelölve  |
| 2005 | Törtetők            | Golden Globe-díj        | Legjobb férfi mellékszereplő (sorozat, minisorozat vagy tévéfilm) | Jelölve  |
| 2006 | Törtetők            | Primetime Emmy-díj      | Legjobb férfi mellékszereplő (vígjátéksorozat)                    | Elnyerte |
| 2006 | Törtetők            | Golden Globe-díj        | Legjobb férfi mellékszereplő (sorozat, minisorozat vagy tévéfilm) | Jelölve  |
| 2006 | Törtetők            | Satellite Award         | Legjobb férfi mellékszereplő (sorozat, minisorozat vagy tévéfilm) | Jelölve  |
| 2007 | Törtetők            | Primetime Emmy-díj      | Legjobb férfi mellékszereplő (vígjátéksorozat)                    | Elnyerte |
| 2007 | Törtetők            | Golden Globe-díj        | Legjobb férfi mellékszereplő (sorozat, minisorozat vagy tévéfilm) | Jelölve  |
| 2007 | Törtetők            | Screen Actors Guild-díj | Legjobb szereplőgárda (vígjátéksorozat)                           | Jelölve  |
| 2007 | Törtetők            | Screen Actors Guild-díj | Legjobb színész (vígjátéksorozat)                                 | Jelölve  |
| 2008 | Törtetők            | Primetime Emmy-díj      | Legjobb férfi mellékszereplő (vígjátéksorozat)                    | Elnyerte |
| 2008 | Törtetők            | Golden Globe-díj        | Legjobb férfi mellékszereplő (sorozat, minisorozat vagy tévéfilm) | Elnyerte |
| 2008 | Törtetők            | Screen Actors Guild-díj | Legjobb szereplőgárda (vígjátéksorozat)                           | Jelölve  |
| 2008 | Törtetők            | Screen Actors Guild-díj | Legjobb színész (vígjátéksorozat)                                 | Jelölve  |
| 2009 | Törtetők            | Golden Globe-díj        | Legjobb férfi mellékszereplő (sorozat, minisorozat vagy tévéfilm) | Jelölve  |
| 2009 | Törtetők            | Screen Actors Guild-díj | Legjobb szereplőgárda (vígjátéksorozat)                           | Jelölve  |
| 2009 | Törtetők            | Screen Actors Guild-díj | Legjobb színész (vígjátéksorozat)                                 | Jelölve  |
| 2010 | Törtetők            | Golden Globe-díj        | Legjobb férfi mellékszereplő (sorozat, minisorozat vagy tévéfilm) | Jelölve  |

## Fordítás
- Ez a szócikk részben vagy egészben  a   Jeremy Piven című angol Wikipédia-szócikk fordításán alapul.  Az eredeti cikk szerkesztőit annak laptörténete sorolja fel. Ez a jelzés csupán a megfogalmazás eredetét és a szerzői jogokat jelzi, nem szolgál a cikkben szereplő információk forrásmegjelöléseként.